# Acoustic (album des Simple Minds)
Pour les articles homonymes, voir Acoustic.
Albums de Simple Minds
Live - Big Music Tour 2015
(2015) Walk Between Worlds
(2018)
Acoustic est un album studio du groupe britannique Simple Minds sorti le 11 novembre 2016. Il comprend de nouvelles versions en acoustique de plusieurs chansons du répertoire du groupe ainsi qu'une reprise de Richard Hawley.
La chanson Promised You a Miracle enregistrée avec KT Tunstall fait l'objet de l'unique single extrait de l'album.

## Liste des titres
| No  | Titre                                        | Durée |
| --- | -------------------------------------------- | ----- |
| 1.  | The American                                 |       |
| 2.  | Promised You a Miracle (avec KT Tunstall)    |       |
| 3.  | Glittering Prize                             |       |
| 4.  | See the Lights                               |       |
| 5.  | New Gold Dream (81-82-83-84)                 |       |
| 6.  | Someone Somewhere in Summertime              |       |
| 7.  | Waterfront                                   |       |
| 8.  | Sanctify Yourself                            |       |
| 9.  | Chelsea Girl                                 |       |
| 10. | Alive and Kicking                            |       |
| 11. | Don't You (Forget About Me)                  |       |
| 12. | Long Black Train (reprise de Richard Hawley) |       |

| 13. | Stand by Love         |  |
| 14. | Speed Your Love to Me |  |
| 15. | Light Travels         |  |

## Musiciens
- Jim Kerr - chant
- Charlie Burchill - guitares, accordéon
- Ged Grimes - basse, chœurs
- Gordy Goudie - guitares, harmonica
- Sarah Brown - chœurs
- Cherisse Osei - percussions

## Classements hebdomadaires
| Classement (2016)             | Meilleure place |
| ----------------------------- | --------------- |
| Allemagne (Media Control AG)  | 39              |
| Belgique (Flandre Ultratop)   | 12              |
| Belgique (Wallonie Ultratop)  | 11              |
| Écosse (OCC)                  | 8               |
| Espagne (Promusicae)          | 72              |
| France (SNEP)                 | 122             |
| Italie (FIMI)                 | 31              |
| Pays-Bas (Mega Album Top 100) | 27              |
| Portugal (AFP)                | 43              |
| Royaume-Uni (UK Albums Chart) | 16              |
| Suisse (Schweizer Hitparade)  | 33              |

## Certifications
| Pays              | Certification | Unités certifiées |
| ----------------- | ------------- | ----------------- |
| Royaume-Uni (BPI) | Argent        | 60 000            |